# Psiax
Psiax (in greco antico Ψίαξ; nella sua firma ΦΣΙΑΧΣ) (fl. 525 a.C. / 510 a.C.) fu un ceramografo attico.
Lavorò ad Atene come ceramografo presso la bottega di Andocide, una delle più innovative per il periodo, dove si ritiene sia stata inventata la tecnica della ceramica a figure rosse; si ritiene inoltre possa essere stato allievo del Pittore di Amasis per il disegno delicato, le incisioni sottili e l'attenzione ai particolari. Il suo nome ci è giunto su due piccoli alabastra a figure rosse, in alfabeto attico.

## Attività
Fu un artista della transizione, grande sperimentatore di tecniche che seppe padroneggiare indifferentemente e con destrezza; oltre ai vasi a figure nere, a figure rosse e bilingui ha dipinto figure nere su fondo bianco e fondo corallo e vasi decorati con la tecnica di Six, una tecnica pittorica imitativa delle figure rosse in cui il disegno non è riservato, ma ottenuto per aggiunta di colore. Le sperimentazioni non si limitavano del resto alla tecnica e al colore, ma erano rivolte anche al disegno e agli atteggiamenti umani complessi, in anticipo sui successivi maestri delle figure rosse. Come il Pittore di Andocide Psiax è ancora legato alla tradizione di Exechias soprattutto per quanto riguarda la composizione nei vasi grandi, mentre la struttura delle figure rivela l'interesse per il nuovo stile introdotto con la tecnica a figure rosse.

### Opere

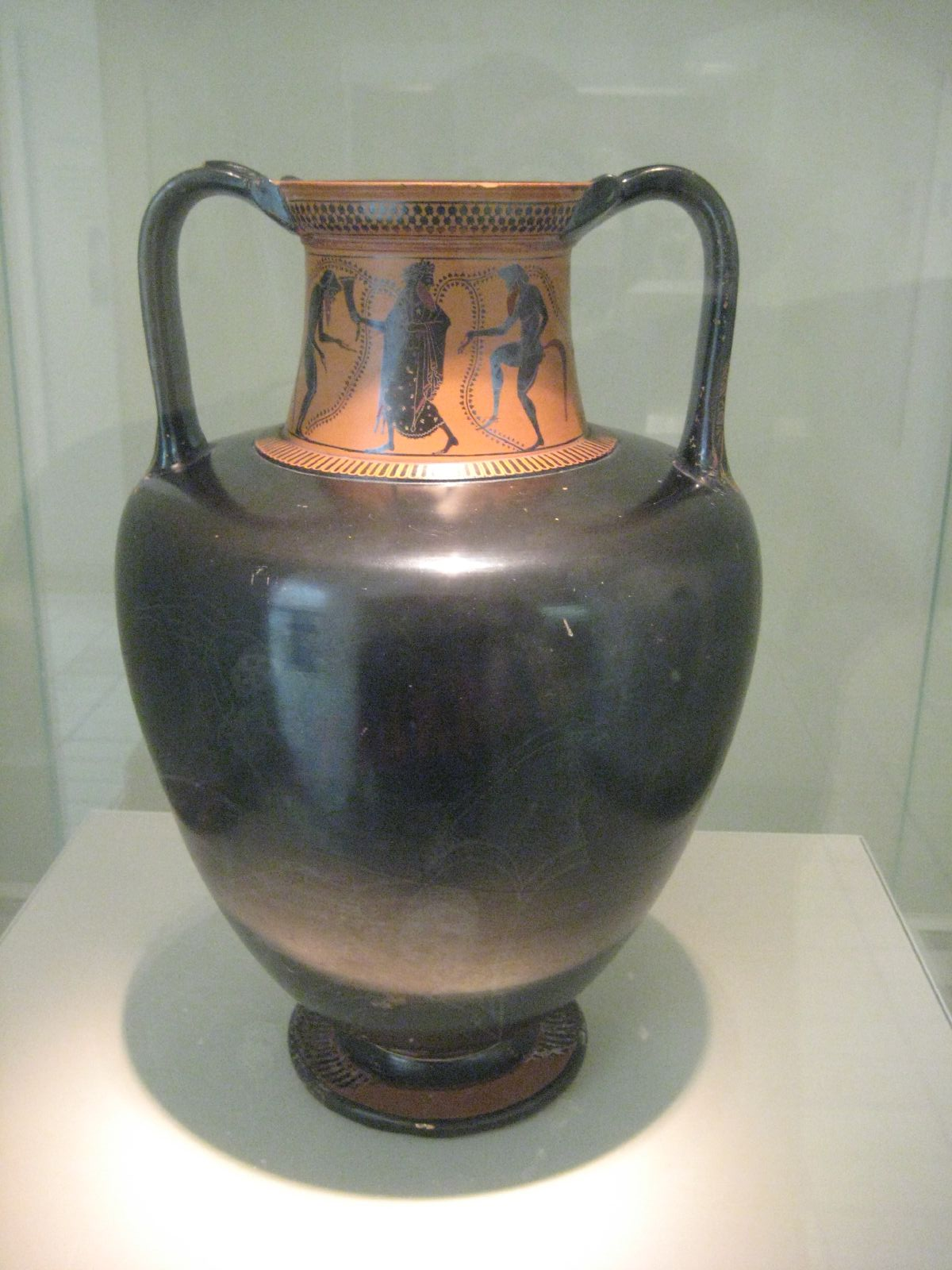
Anfora del British Museum 1980.11-29.1, firmata da Andocide come vasaio e attribuita a Psiax come ceramografo.

Due dei vasi firmati dal vasaio Andocide, un'anfora a collo distinto a figure nere conservata al British Museum e un'anfora bilingue al Museo archeologico nazionale di Madrid, sono stati attribuiti a Psiax su base stilistica. L'anfora di Londra (n. inv. 1980.11-29.1) presenta il corpo totalmente dipinto in nero e due piccoli disegni sul collo, con un carro visto frontalmente tra due giovani e Dioniso tra due satiri danzanti. L'uniformità e la lucentezza del corpo suggerisce la derivazione di questa tipologia decorativa da prototipi metallici; anche la posizione della firma sul labbro è una pratica prevalentemente usata nella lavorazione dei metalli. Nell'anfora bilingue di Madrid (Madrid 11008) la scena a figure nere mostra Dioniso con satiri e menadi, quella a figure rosse mostra Apollo citaredo con Leto, Artemide e Ares; la firma del ceramista Andocide è posta sul profilo del piede. Tra le numerose anfore bilingui, le anfore di tipo A del periodo di transizione dalle figure nere alle figure rosse, come quella appena descritta, formano una serie ristretta e facilmente identificabile, dove il bilinguismo era un mezzo per l'esplorazione delle possibilità espressive delle due tecniche.